# 連邦議会 (エチオピア)
連邦議会（れんぽうぎかい、アムハラ語: የፌደራል ፓርላማ）は、エチオピアの立法府である。

## 概要
両院制で、上院に相当する連邦院と、下院に相当する人民代表院で構成される。